# Kolem Ománu 2023
12. ročník etapového cyklistického závodu Kolem Ománu se konal mezi 11. a 15. únorem 2023 v Ománu. Celkovým vítězem se stal Američan Matteo Jorgenson z týmu Movistar Team. Na druhém a třetím místě se umístili Belgičan Mauri Vansevenant (Soudal–Quick-Step) a Francouz Geoffrey Bouchard (AG2R Citroën Team). Závod byl součástí UCI ProSeries 2023 na úrovni 2.Pro.

## Týmy
Závodu se zúčastnilo 9 z 18 UCI WorldTeamů, 6 UCI ProTeamů, 2 UCI Continental týmy a ománský národní tým. Všechny týmy nastoupily na start se sedmi závodníky kromě týmů UAE Team Emirates a ománského národního týmu s šesti jezdci. Závod tak odstartovalo 124 jezdců. Do cíle na Džebel Achdar dojelo 116 z nich.
UCI WorldTeamy
- AG2R Citroën Team
- Arkéa–Samsic
- Astana Qazaqstan Team
- Bora–Hansgrohe
- Cofidis
- Intermarché–Circus–Wanty
- Movistar Team
- Soudal–Quick-Step
- UAE Team Emirates

UCI ProTeamy
- Bingoal WB
- Burgos BH
- Equipo Kern Pharma
- Human Powered Health
- Lotto–Dstny
- Uno-X Pro Cycling Team

UCI Continental týmy
- JCL Team Ukyo
- Terengganu Polygon Cycling Team

Národní týmy
- Omán

## Trasa a etapy
| Etapa         | Datum         | Trasa                                                     | Vzdálenost | Typ    | Typ            | Vítěz                   |
| ------------- | ------------- | --------------------------------------------------------- | ---------- | ------ | -------------- | ----------------------- |
| 1             | 11. února     | Pevnost Al Rustak – Oman Convention and Exhibition Centre | 147,5 km   |        | Rovinatá etapa | Tim Merlier (BEL)       |
| 2             | 12. února     | Univerzita sultána Kábúse – Kurajjat                      | 174 km     |        | Zvlněná etapa  | Jesús Herrada (ESP)     |
| 3             | 13. února     | Al Kobar – Džebel Hat                                     | 152 km     |        | Zvlněná etapa  | Matteo Jorgenson (USA)  |
| 4             | 14. února     | Izki – Kopce Yitti                                        | 205 km     | 20p    | Zvlněná etapa  | Diego Ulissi (ITA)      |
| 5             | 15. února     | Samájl – Džebel Achdar (Zelená hora)                      | 152,5 km   |        | Horská etapa   | Mauri Vansevenant (BEL) |
| Celková délka | Celková délka | Celková délka                                             | 831 km     | 831 km | 831 km         | 831 km                  |

## Průběžné pořadí
| Etapa          | Vítěz             | Celkové pořadí   | Bodovací soutěž  | Soutěž bojovnosti | Soutěž mladých jezdců | Soutěž týmů       |
| -------------- | ----------------- | ---------------- | ---------------- | ----------------- | --------------------- | ----------------- |
| 1              | Tim Merlier       | Tim Merlier      | Tim Merlier      | Jeroen Meijers    | David Dekker          | UAE Team Emirates |
| 2              | Jesús Herrada     | Jesús Herrada    | Jesús Herrada    | Jeroen Meijers    | Maxim Van Gils        | Burgos BH         |
| 3              | Matteo Jorgenson  | Matteo Jorgenson | Matteo Jorgenson | Jeroen Meijers    | Matteo Jorgenson      | Bora–Hansgrohe    |
| 4              | Diego Ulissi      | Matteo Jorgenson | Diego Ulissi     | Fredrik Dversnes  | Matteo Jorgenson      | Bora–Hansgrohe    |
| 5              | Mauri Vansevenant | Matteo Jorgenson | Matteo Jorgenson | Fredrik Dversnes  | Matteo Jorgenson      | Bora–Hansgrohe    |
| Konečné pořadí | Konečné pořadí    | Matteo Jorgenson | Matteo Jorgenson | Fredrik Dversnes  | Matteo Jorgenson      | Bora–Hansgrohe    |

- V 2. etapě nosil Axel Zingle, jenž byl třetí v bodovací soutěži, zelený dres, protože lídr této klasifikace Tim Merlier nosil červený dres vedoucího závodníka celkového pořadí a druhý závodník této klasifikace David Dekker nosil bílý dres pro lídra soutěže mladých jezdců.
- Ve 3. etapě nosil Tim Merlier, jenž byl druhý v bodovací soutěži, zelený dres, protože lídr této klasifikace Jesús Herrada nosil červený dres vedoucího závodníka celkového pořadí.
- Ve 4. etapě nosil Mauri Vansevenant, jenž byl druhý v bodovací soutěži, zelený dres, protože lídr této klasifikace Matteo Jorgenson nosil červený dres vedoucího závodníka celkového pořadí.
- Ve 4. etapě nosil Maxim Van Gils, jenž byl třetí v soutěži mladých jezdců, bílý dres, protože lídr této klasifikace Matteo Jorgenson nosil červený dres vedoucího závodníka celkového pořadí a druhý závodník této klasifikace Mauri Vansevenant nosil zelený dres pro lídra bodovací soutěže.
- V 5. etapě nosil Mauri Vansevenant, jenž byl druhý v soutěži mladých jezdců, bílý dres, protože lídr této klasifikace Matteo Jorgenson nosil červený dres vedoucího závodníka celkového pořadí.

## Konečné pořadí
| Legenda | Legenda                         | Legenda | Legenda                               |
| ------- | ------------------------------- | ------- | ------------------------------------- |
|         | Označuje lídra celkového pořadí |         | Označuje lídra soutěže bojovnosti     |
|         | Označuje lídra bodovací soutěže |         | Označuje lídra soutěže mladých jezdců |

### Celkové pořadí
| Pořadí | Jezdec                   | Tým                      | Čas         |
| ------ | ------------------------ | ------------------------ | ----------- |
| 1      | Matteo Jorgenson (USA)   | Movistar Team            | 19h 56' 21" |
| 2      | Mauri Vansevenant (BEL)  | Soudal–Quick-Step        | + 1"        |
| 3      | Geoffrey Bouchard (FRA)  | AG2R Citroën Team        | + 28"       |
| 4      | Rein Taaramäe (EST)      | Intermarché–Circus–Wanty | + 46"       |
| 5      | Diego Ulissi (ITA)       | UAE Team Emirates        | + 48"       |
| 6      | Maxim Van Gils (BEL)     | Lotto–Dstny              | + 58"       |
| 7      | Jesús Herrada (ESP)      | Cofidis                  | + 1' 20"    |
| 8      | Cristián Rodríguez (ESP) | Arkéa–Samsic             | + 1' 22"    |
| 9      | Cian Uijtdebroeks (BEL)  | Bora–Hansgrohe           | + 1' 36"    |
| 10     | Carlos Verona (ESP)      | Movistar Team            | + 1' 37"    |

### Bodovací soutěž
| Pořadí | Jezdec                   | Tým               | Body |
| ------ | ------------------------ | ----------------- | ---- |
| 1      | Matteo Jorgenson (USA)   | Movistar Team     | 34   |
| 2      | Mauri Vansevenant (BEL)  | Soudal–Quick-Step | 33   |
| 3      | Diego Ulissi (ITA)       | UAE Team Emirates | 31   |
| 4      | Maxim Van Gils (BEL)     | Lotto–Dstny       | 22   |
| 5      | Axel Zingle (FRA)        | Cofidis           | 21   |
| 6      | Jesús Herrada (ESP)      | Cofidis           | 20   |
| 7      | Geoffrey Bouchard (FRA)  | AG2R Citroën Team | 18   |
| 8      | Tim Merlier (BEL)        | Soudal–Quick-Step | 17   |
| 9      | Cristián Rodríguez (ESP) | Arkéa–Samsic      | 14   |
| 10     | David Dekker (NED)       | Arkéa–Samsic      | 12   |

### Soutěž bojovnosti
| Pořadí | Jezdec                  | Tým                             | Body |
| ------ | ----------------------- | ------------------------------- | ---- |
| 1      | Fredrik Dversnes (NOR)  | Uno-X Pro Cycling Team          | 15   |
| 2      | Jeroen Meijers (NED)    | Terengganu Polygon Cycling Team | 11   |
| 3      | Iván Cobo (ESP)         | Equipo Kern Pharma              | 9    |
| 4      | Matteo Jorgenson (USA)  | Movistar Team                   | 7    |
| 5      | Mauri Vansevenant (BEL) | Soudal–Quick-Step               | 6    |
| 6      | Johan Meens (BEL)       | Bingoal WB                      | 6    |
| 7      | Rodrigo Álvarez (ESP)   | Burgos BH                       | 6    |
| 8      | Lawrence Naesen (BEL)   | AG2R Citroën Team               | 4    |
| 9      | Said Al Rahbi (OMN)     | Omán                            | 4    |
| 10     | Jesús Herrada (ESP)     | Cofidis                         | 3    |

### Soutěž mladých jezdců
| Pořadí | Jezdec                        | Tým                    | Čas         |
| ------ | ----------------------------- | ---------------------- | ----------- |
| 1      | Matteo Jorgenson (USA)        | Movistar Team          | 19h 56' 21" |
| 2      | Mauri Vansevenant (BEL)       | Soudal–Quick-Step      | + 1"        |
| 3      | Maxim Van Gils (BEL)          | Lotto–Dstny            | + 58"       |
| 4      | Cian Uijtdebroeks (BEL)       | Bora–Hansgrohe         | + 1' 36"    |
| 5      | Sylvain Moniquet (BEL)        | Lotto–Dstny            | + 2' 44"    |
| 6      | Michel Ries (LUX)             | Arkéa–Samsic           | + 3' 27"    |
| 7      | Ide Schelling (NED)           | Bora–Hansgrohe         | + 5' 38"    |
| 8      | Magnus Kulset (NOR)           | Uno-X Pro Cycling Team | + 5' 41"    |
| 9      | Pablo Castrillo (ESP)         | Equipo Kern Pharma     | + 6' 01"    |
| 10     | Embret Svestad-Bårdseng (NOR) | Human Powered Health   | + 6' 35"    |

### Soutěž týmů
| Pořadí | Tým                      | Čas         |
| ------ | ------------------------ | ----------- |
| 1      | Bora–Hansgrohe           | 59h 55' 12" |
| 2      | Soudal–Quick-Step        | + 2' 36"    |
| 3      | Intermarché–Circus–Wanty | + 2' 46"    |
| 4      | Arkéa–Samsic             | + 2' 47"    |
| 5      | AG2R Citroën Team        | + 4' 52"    |
| 6      | Lotto–Dstny              | + 5' 49"    |
| 7      | Movistar Team            | + 7' 28"    |
| 8      | UAE Team Emirates        | + 9' 15"    |
| 9      | Burgos BH                | + 9' 30"    |
| 10     | Equipo Kern Pharma       | + 10' 03"   |